# Албанија на Зимским олимпијским играма 2010.
Албанији је ово било друго учешће на Зимским олимпијским играма. Албанску делегацију на Зимским олимпијским играма 2010. у Ванкуверу представљао је један такмичар који је учествовао у две дисциплине алпског скијања.
Албански олимпијски тим је остао у групи темаља које нису освојиле ниједну медаљу.
Заставу Албаније на свечаном отварању Олимпијских игара 2010. носио је једини албански такмичар алпски скијаш Ерјон Тоља.

## Алпско скијање

### Мушкарци
| Такмичар   | Дисциплина | Резултати    | Резултати    | Резултати | Резултати | Резултати         |
| Такмичар   | Дисциплина | 1. трка      | 2. трка      | Укупно    | Заостатак | Пласман/уч. (ук.) |
| ---------- | ---------- | ------------ | ------------ | --------- | --------- | ----------------- |
| Ерјон Тоља | Велеслалом | 1:27,57 (69) | 1:31,70 (65) | 2:59,27   | 21,44     | 63 / 81 (103)     |
| Ерјон Тоља | Слалом     | 1:33,94 (54) | 1:09,94(47)  | 2:43,88   | 1:04,56   | 48 / 48 (102)     |